# Cupido ignita
Cupido ignita är en fjärilsart som beskrevs av Leach 1814. Cupido ignita ingår i släktet Cupido och familjen juvelvingar. Inga underarter finns listade i Catalogue of Life.